# Študentski dom Janeza F. Gnidovca
Študentski dom Janeza F. Gnidovca je zasebni rimskokatoliški študentski dom, ki deluje v okviru Zavoda sv. Stanislava (Šentvid, Ljubljana). Dom je bil ustanovljen 19. maja 2002.
Ima 30 apartmajev s 108 ležišči.

## Ravnatelji
- Roman Globokar: 2002
- pater Tone Svetelj DJ: 2002–2004
- pater Marko Zupanc DJ: 2004–2006
- Marko Gabrovšek: 2006–2008
- Nada Zupančič: 2008–2019
- Rihard Režek: 2019–